# Proschistis
Proschistis is een geslacht van vlinders van de familie bladrollers (Tortricidae), uit de onderfamilie Olethreutinae.

## Soorten
- P. amphibola Diakonoff, 1973
- P. atricapsis (Meyrick, 1930)
- P. invida Meyrick, 1909
- P. marmaropa (Meyrick, 1907)
- P. petromacha (Meyrick, 1931)
- P. polyochtha Diakonoff, 1973
- P. sideroxyla (Meyrick, 1931)
- P. stygnopa Meyrick, 1935
- P. zaleuta Meyrick, 1907